# Ochrotomys nuttalli
Ochrotomys nuttalli là một loài động vật có vú trong họ Cricetidae, bộ Gặm nhấm. Loài này được Harlan mô tả năm 1832.